# Gunnar Arason
Gunnar Arason (* 15. März 2001 in Akureyri) ist ein isländischer Eishockeyspieler, der seit Frühjahr 2024 erneut bei Skautafélag Akureyrar in der isländischen Eishockeyliga unter Vertrag steht.

## Karriere
Gunnar Arason begann seine Karriere als Eishockeyspieler bei Skautafélag Akureyrar, wo er als 16-Jähriger in der isländischen Eishockeyliga debütierte. 2018 und 2019 wurde er mit seiner Mannschaft Isländischer Meister. Nach einem Intermezzo in einer Jugend-Akademie in Kanada, mit der ebenfalls 2019 die Prep School Hockey Federation U18-Liga gewann, kehrte er in seine Heimatstadt zurück und wurde 2021 und 2022 erneut isländischer Meister. 2021 wurde er beim Draft der US-Juniorenliga NA3HL von den Northeast Generals in der dritten Runde an Gesamtposition 99 ausgewählt, ging aber nicht nach Nordamerika zurück. Ab 2023 spielte er beim Osby IK in der fünftklassigen schwedischen Hockeytrean. Aber bereits im Frühjahr 2024 erfolgte die erneute Rückkehr nach Akureyri.

### International
Gunnar Arason spielte bereits als Jugendlicher für Island. Er nahm zunächst an den U18-Weltmeisterschaften 2017 und 2018 in der Division II sowie 2019, als er die beste Plus/Minus-Bilanz des Turniers erreichte, in der Division III teil. Mit der U20-Auswahl der Isländer nahm er an den Weltmeisterschaften 2017, 2018, 2019 und 2020, als der Aufstieg in die Division II gelang, in der Division III teil.
Sein Debüt in der Herren-Nationalmannschaft gab er bei der Weltmeisterschaft 2019 in der Division II. Dort spielte er auch bei den Weltmeisterschaften 2022, 2023 und 2024. Zudem vertrat er seine Farben bei den Olympiaqualifikationen für die Winterspiele in Peking 2022 und in Mailand 2026.

## Erfolge
- 2018 Isländischer Meister mit Skautafélag Akureyrar
- 2019 Isländischer Meister mit Skautafélag Akureyrar
- 2019 Beste Plus/Minus-Bilanz bei der U18-Weltmeisterschaft der Division III, Gruppe A
- 2019 Gewinn der Prep School Hockey Federation U18-Liga mit der A21 Academy
- 2020 Aufstieg in die Division II, Gruppe B, bei der U20-Weltmeisterschaft der Division III
- 2021 Isländischer Meister mit Skautafélag Akureyrar
- 2022 Isländischer Meister mit Skautafélag Akureyrar
- 2022 Aufstieg in die Division II, Gruppe A, bei der Weltmeisterschaft der Division II, Gruppe B